# Сан Мартино ди Венеце
Сан Мартино ди Венеце (итал. San Martino di Venezze) је насеље у Италији у округу Ровиго, региону Венето.
Према процени из 2011. у насељу је живело 2641 становника. Насеље се налази на надморској висини од 3 м.

## Становништво
Према резултатима пописа становништва 2011. у општини је живело 4.035 становника.
| 1931. | 1936. | 1951. | 1961. | 1971. | 1981. | 1991. | 2001. | 2011. |
| ----- | ----- | ----- | ----- | ----- | ----- | ----- | ----- | ----- |
| 5.668 | 6.185 | 6.635 | 4.734 | 4.356 | 4.229 | 4.011 | 3.877 | 4.035 |